# کارآگاه کونان: گلوله سرخ
کارآگاه کونان: گلوله سرخ (انگلیسی: Detective Conan: The Scarlet Bullet, ژاپنی: 名探偵コナン 緋色の弾丸) یک فیلم معمایی انیمه ژاپنی در سال ۲۰۲۱ است. این بیست و چهارمین قسمت از مجموعه فیلم‌های Case Closed است که براساس مجموعه مانگا به همین نام ساخته گوشو آویاما، پس از فیلم ۲۰۱۹ کارآگاه کانن: مشت آبی یاقوت کبود ساخته شده‌است. این نخستین فیلم کارآگاه کونان مربوط به دوره ریوا است.
انتشار اصلی کارآگاه کونان: گلوله سرخ در آوریل ۲۰۲۰ بود و به دلیل دنیاگیری کووید-۱۹ به تعویق افتاد. این فیلم در ۱۶ آوریل ۲۰۲۱ در ژاپن منتشر شد. انتشار جهانی در تاریخ ۹ فوریه ۲۰۲۱ با یک تریلر چند زبانه به زبان‌های ژاپنی، انگلیسی، کره ای، آلمانی و چینی منتشر شد.